# José María Estévez Ruiz de Cote
José María Estévez Ruiz de Cote (Bucaramanga, 6 de diciembre de 1780 - Santa Fe de Antioquia, 15 de octubre de 1834) fue un obispo católico colombiano. El 14 de diciembre de 1830 administró los últimos sacramentos a Simón Bolívar en la Quinta de San Pedro Alejandrino, en Santa Marta.

## Biografía
Nació en Bucaramanga el 6 de diciembre de 1780.  Hijo de Rafael José Estévez y María Manuela Ruiz Cote, naturales del Socorro y por aquel entonces residentes de Zapatoca.
Fue Bautizado el 13 de diciembre de 1780 en la Capilla de los Dolores. 
Realizó sus estudios en el colegio de San Bartolomé de Bogotá durante nueve años. 
Graduado doctor en Derecho Civil en 1804 y doctor en Derecho Canónico en 1806, títulos que le confirió la Universidad Santo Tomás de Bogotá. En 1808 recibe la ordenación sacerdotal de manos del señor arzobispo de Santa Fe de Bogotá, don Juan Bautista Sacristán. 
Cura de las parroquias de Nimaima y Choachí desde 1808 hasta 1816. En 1810 apoyó con sus feligreses el movimiento libertario del 20 de julio y sorprendió con su arrojo al arribar a la Capital acompañado de un ejército de 500 hombres. Fue Prebendado de la Iglesia Catedral y racionero en las misas conventuales. Rector del Real Colegio y Seminario de San Bartolomé de Santa Fe de Bogotá del 15 de julio de 1821 al 8 de noviembre de 1825. Ocupando este cargo fundó la Biblioteca Nacional en 1823 para conmemorar el vigésimo tercer año de la Independencia, y en 1824 crea las cátedras de inglés, francés y economía política. En 1827 es designado catedrático de Sagrada Escritura y Teología Dogmática en la Universidad Central de Bogotá. Obispo de Santa Marta, elegido por el congreso de la Gran Colombia y propuesto a la Santa Sede en 1826, preconizado en el consistorio del 21 de mayo de 1827 por el Papa León XII (Aníbal de la Genga). Consagrado obispo en Buga, de manos del ilustrísimo señor obispo de Popayán doctor don Salvador Jiménez de Enciso, el día 11 de febrero de 1828. Ocupó la Sede Episcopal de Santa Marta a partir del 13 de mayo del mismo año. El 26 de agosto de 1828 anuncia la visita eclesiástica de toda la diócesis iniciando por la Catedral el 1º de septiembre siguiente. 
El 4 de noviembre de 1829 llega a la parroquia de la Santísima Inmaculada y de la Enllanada de San Isidro Labrador de Teorama, y el 6 de noviembre del mismo año, funda el municipio de San José de Cote, hoy Convención, desmembrando su territorio de la parroquia mencionada primero en el Partido de La Sangre, en el lugar del llano de Tabacal. 
En enero de 1830 se dirige a Bogotá para asistir como diputado al congreso constituyente de la Gran Colombia, al que Bolívar llamó “Admirable” y del que Monseñor fue vicepresidente y de donde sale comisionado junto con Sucre y Francisco Aranda a fin de lograr un encuentro con los representantes venezolanos e impedir la separación.
El 14 de diciembre de 1830 administró los últimos sacramentos al Libertador Simón Bolívar en la histórica hacienda de San Pedro Alejandrino, en Santa Marta. En 1832 obtuvo una curul en la Convención reunida en Bogotá que dictó la ley fundamental del 17 de noviembre creando un estado autónomo con el nombre de Nueva Granada, en esta ocasión fue su presidente y como tal comunicó a Santander el 9 de marzo siguiente su elección para presidente del naciente Estado. En 1832 integró la comisión fronteriza de límites con el Ecuador. Candidato para el arzobispado de Santa Fe de Bogotá, fue elegido por el Santo Padre Gregorio XVI, obispo de Santa Fe de Antioquia, pero no ocupó la sede por haberlo sorprendido la muerte. Diezmada su salud por una fiebre palúdica, muere, a los 54 años en su sede episcopal, el 15 de octubre de 1834.